# 雷通霞
雷通霞（1966年—），甘肃靖远人，汉族，中国隴劇演員，中华人民共和国政治人物、第十二届全国人民代表大会甘肃地区代表。
甘肅省隴劇院一級演員，第十六屆戲劇『梅花獎』得主，中國現代戲劇研究會會員，甘肅省戲劇協會副主席，常務理事，省文學聯合會委員。2013年，担任全国人大代表。